# تروند علی لینستاد
تروند علی لینستاد (به نروژی: Trond Ali Linstad) (زاده ۱۱ دسامبر ۱۹۴۲ در نروژ) فعال مدنی و پزشک نروژی و رئیس جمعت اسلامی اسلو است.
کاخ سلطنتی نروژ نوامبر سال ۲۰۱۲ از اعطای مدال افتخار سلطنتی نروژ به وی به پاس خدمات بشردوستانه وی خبر داد.  
نام وی به عنوان یکی از رکوردداران معنوی به دلیل راه‌اندازی نخستین کودکستان و مدرسه‌ی مسلمانان، در فهرست “رکوردهای جهانی الخیرات” ثبت شده‌است.

## زندگی
تروند در ۱۱ دسامبر ۱۹۴۲ در کشور نروژ به دنیا آمد.
وی در سال ۱۹۷۰ از طریق بیروت به اردن سفر کرد و به عنوان یک پزشک داوطلب به فعالیت در کمپ‌های آوارگان پرداخت تا مصدومان و آسیب‌دیدگان جنگ داخلی در اردن را مداوا کند. او در ابتدا عقاید مارکسیستی و کمونیستی داشت، اما پس از آشنایی با مسلمانان فلسطینی و مطالعه‌ی قرآن، اسلام آورد. وی پس از آشنایی با انقلاب اسلامی ایران، به یکی از طرفداران سید روح الله خمینی تبدیل شد  و به ایران سفر کرد.

## فعالیت ها
- تأسیس مجله ویژه‌ی مسلمانان در نروژ در سال ۱۹۸۷ [۴]
- تأسیس بنیاد اسلامی اورته هاگن ـ «The Islamic foundation Urtehagen»
- تأسیس و اداره تنها کودکستان اسلامی نروژ با حدود ۲۸۰ کودک
- تأسیس مدرسه ابتدایی اسلامی و شیعی
- تأسیس دبیرستان رایگان اورته هاگن برای بانوان مهاجر و محروم
- تأسیس مزرعه کودکان از کارهای بنیاد اسلامی
- راه‌اندازی و سردبیری مجله‌ای ویژه‌ی مسلمانان به زبان نروژی
- رئیس جمعیت اسلامی اسلو[۲]
- عضو عمومی مجمع جهانی اهل بیت
- تهیه و پخش برنامه مذهبی در رادیو و تلویزیون اسلو
- تألیف کتب و مقالات در زمینه اسلام، تشیع و ایران به زبان نروژی
- تأسیس سایت قرآنی و اسلامی به زبان نروژی[۷]
- تألیف Glimt fra et annet Iran, Jasmin forlag, Oslo (1987)

## مدال افتخار سلطنتی نروژ
کاخ سلطنتی نروژ در سال ۲۰۱۲ از اعطای مدال افتخار سلطنتی نروژ به دکتر تروند علی لینستاد به خاطر سال‌ها تلاش به عنوان پزشکی در «خدمت به اقلیت‌های مهاجر در گروئنلند» و نیز «فعالیت‌های وی در بنیاد اورته هاگن» خبر داد. 
روز بعد در بیانیه دیگری، کاخ سلطنتی نروژ اعلام کرد که پادشاه اعطای مدال سلطنتی به تروند علی لینستاد را لغو نموده است. 
موسسه‌ی بین‌المللی یهودیان ضد صهیونسیم به نام Neturei Karta International ، بعد از این اقدام، تصمیم گرفت نشان افتخار یهودیان را به تروند اعطا کند.

## واکنش‌های صهیونیست‌ها به اقدامات وی
سازمان صهیونیستی بین‌المللی Simon Wiesenthal Center نام وی را در ردیف هشتم فهرست ده نفرهٔ بدنام‌ترین چهره‌های «ضد یهود» جهان در سال ۲۰۱۲ قرار داد.

## برگزیده چهارمین جایزه حقوق بشر اسلامی
علی لینستاد در چهارمین دوره جایزه حقوق بشری یکی از برگزیدگان بود. وی در جریان همایش بزرگداشت روز حقوق بشر اسلامی و کرامت انسانی که با حضور رئیس قوه قضائیه ایران برگزار شد، جایزه خود را دریافت کرد.